# Michael Gobal Gokum
Michael Gobal Gokum (* 18. Februar 1964 in Kadyis, Plateau) ist ein nigerianischer Geistlicher und römisch-katholischer Bischof von Pankshin.

## Leben
Michael Gobal Gokum wurde am 18. Februar 1964 in Kadyis (Pankshin Local Governement, Plateau) in der Erzdiözese Jos geboren. 1978 trat er in das St. Augustine Major Seminary in Jos ein, wo er 1984–1991 Philosophie und Theologie studierte. Am 16. November 1991 empfing er in der Kathedrale Unsere liebe Frau von Fatima die Priesterweihe für das Erzbistum Jos.
1995 wurde er auf Bitte des Erzbischofs von Abuja in dessen Erzdiözese als Fidei-Donum-Priester entsandt. Nach der Priesterweihe hatte er folgende Ämter inne: 1991–1994 Pfarrer der Pfarrei St. Mary’s Tafawa Balewa (Bauchi State); 1995–1996 Pfarrer der St. Theresa’s Parish, Bwari (Abuja); 1996–2002 Pfarrer der Murumba Parish (Igu, Abuja); Vorsitzender des Katecheseausschusses der Erzdiözese und Kaplan der Catholic Women Association.
2002–2004 erfolgte ein Studium an der Päpstlichen Universität Heiliger Thomas von Aquin (Angelicum) in Rom als Gast des Päpstlichen Irischen Kollegs. 2005–2006 war er Pfarrer der Pfarrei Immaculate Conception (Abuja), 2006–2012 Pfarrer der Ss. Peter and Paul Parish (Nyanya, Abuja). Seit 2012 ist er Administrator der Kathedrale Our Lady Queen of Nigeria in Abuja und Dekan des Dekanats Garki, Beauftragter der Erzdiözese für den Katecheseunterricht und Kaplan der Jugendgruppen der Erzdiözese.
Am 18. März 2014 ernannte ihn Papst Franziskus zum ersten Bischof des mit gleichem Datum errichteten Bistums Pankshin. Die Bischofsweihe spendete ihm der Erzbischof von Abuja, John Kardinal Onaiyekan, am 12. Juni desselben Jahres. Mitkonsekratoren waren der Erzbischof von Jos, Ignatius Ayau Kaigama, und der Bischof von Shendam, James Naanman Daman OSA.